# Boulhilat
Boulhilat là một thị trấn thuộc tỉnh Batna, Algérie. Dân số thời điểm năm 2002 là 6.593 người.